# Norberto Téllez
Norberto Téllez (Cuba, 22 de enero de 1972) es un atleta cubano, especializado en la prueba de 800 m en la que llegó a ser subcampeón mundial en 1997 y también subcampeón olímpico en Barcelona 1992 en 4x400 m.

## Carrera deportiva
En los JJ. OO. de Barcelona 1992 ganó la medalla de plata en los relevos 4x400 metros, llegando a meta tras Estados Unidos y por delante de Reino Unido (bronce).
Y en el Mundial de Atenas 1997 ganó la medalla de plata en los 800 metros, con un tiempo de 1:44.00 segundos, tras el danés  Wilson Kipketer y por delante del estadounidense Rich Kenah (bronce con 1:44.25 segundos que fue su mejor registro personal).